# Hogna hispanica dufouri
Hogna hispanica là một phân loài nhện trong họ Lycosidae.
Loài này thuộc chi Hogna. Hogna hispanica dufouri được Embrik Strand miêu tả năm 1916.